# チャピト

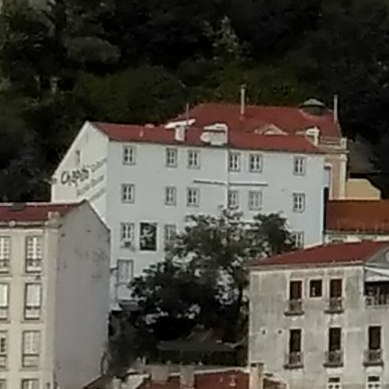
アウグスタ通りのアーチから見たチャピト（2016年10月）

チャピト（ポルトガル語: Chapitô）はポルトガルの非政府組織。

## 沿革
非嫡出の私生児のために運営されている孤児院で、社会的支援・職業訓練・文化教育という3つの異なる分野で活動が絶え間なく行われている。リスボンにある中世からの歴史的な建物「コスタ・ド・カステーロ」に入居している。
2008年、市民権の促進を目的として、プロジェクト「アルテ・デ・ヴィヴェル」の申請書を欧州経済地域の金融メカニズムに提出した。翌2009年には若者を対象とした社会復帰と専門的訓練を目的とした取り組みが認められて、カルースト・グルベンキアン財団賞を受賞した。